# Diocesi di Giomnio
La diocesi di Giomnio (in latino: Dioecesis Iomnitensis) è una sede soppressa e sede titolare della Chiesa cattolica.

## Storia
Giomnio, forse identificabile con Tigzirt nell'odierna Algeria, è un'antica sede episcopale della provincia romana della Mauritania Cesariense.
Unico vescovo noto di questa diocesi è il donatista Onorato, che prese parte alla conferenza di Cartagine del 411, che vide riuniti assieme i vescovi cattolici e donatisti dell'Africa romana.
Dal 1933 Giomnio è annoverata tra le sedi vescovili titolari della Chiesa cattolica; dal 26 marzo 2024 il vescovo titolare è Alejandro Díaz García, vescovo ausiliare di Bogotà.

## Cronotassi

### Vescovi residenti
- Onorato † (menzionato nel 411) (vescovo donatista)

### Vescovi titolari
- Ramón José Castellano † (19 gennaio 1965 - 20 dicembre 1970 dimesso)
- Juan Rodolfo Laise, O.F.M.Cap. † (5 aprile 1971 - 6 luglio 1971 succeduto vescovo di San Luis)
- Henrique Froehlich, S.I. † (29 novembre 1971 - 26 maggio 1978 dimesso)
- Rubén Héctor di Monte † (13 giugno 1980 - 24 marzo 1986 nominato vescovo di Avellaneda)
- Fabio Suescún Mutis (3 maggio 1986 - 20 novembre 1993 nominato vescovo di Pereira)
- Armando Brambilla † (25 marzo 1994 - 24 dicembre 2011 deceduto)
- Jaime Calderón Calderón (5 luglio 2012 - 7 luglio 2018 nominato vescovo di Tapachula)
- Guillermo Caride (26 ottobre 2018 - 22 febbraio 2024 nominato vescovo coadiutore di San Isidro)
- Alejandro Díaz García, dal 26 marzo 2024